# Nameko

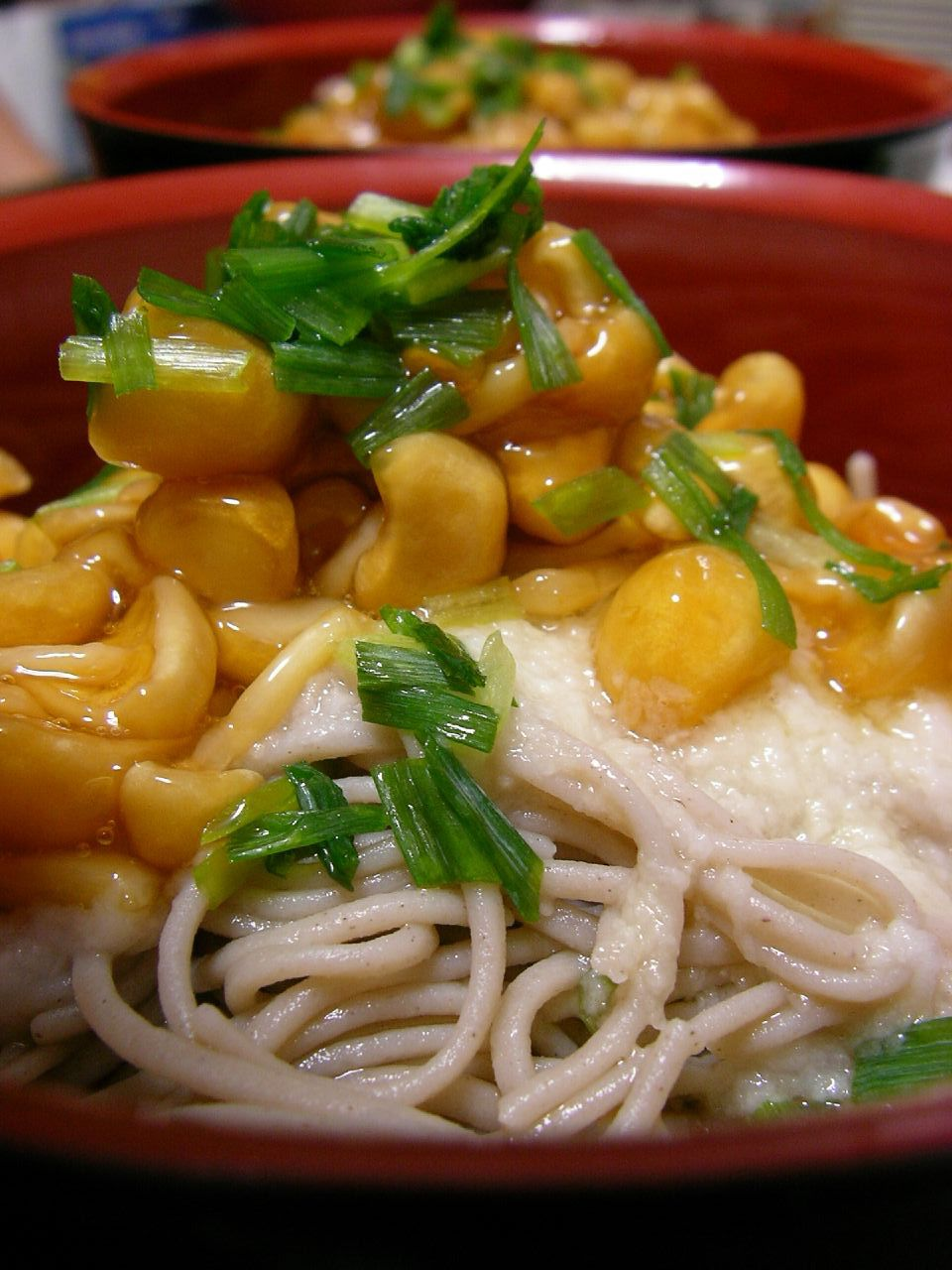
um prato de nameko soba

Pholiota nameko, vulgarmente conhecido como Nameko, é um cogumelo pequeno e marrom com um revestimento ligeiramente gelatinoso que é usado como ingrediente em missoshiru e nabemono. Em alguns países, esse cogumelo pode ser encontrado na forma de kit para cultivação em casa. É um dos cogumelos mais cultivados no Japão, com um gosto levemente parecido com nozes e muito usado em frituras.
Na China, o cogumelo é conhecido como huázĭ mó (滑子蘑).
Na Rússia, também é muito popular, e é conhecido como mas-lyo-nok (маслёнок).